# Homejn megye

Markazi tartomány megyéinek elhelyezkedése

Homejn megye (perzsául: شهرستان خمین) Irán Markazi tartományának déli megyéje az ország középső, nyugati részén. Északon Arák megye, keleten Mahallát megye, délkeleten és délen az Iszfahán tartományban fekvő Golpájegán megye, délnyugatról, nyugatról Loresztán tartomány, északnyugatról Sázand megye határolja. Székhelye a 76 000 fős Homejn városa. Második legnagyobb városa az 1500 fős Kurcsibási. A megye lakossága 108 840 fő. A megye két további kerületre oszlik: Központi kerület és Kamare kerület.

## Fordítás
- Ez a szócikk részben vagy egészben  a   Khomeyn County című angol Wikipédia-szócikk ezen változatának fordításán alapul.  Az eredeti cikk szerkesztőit annak laptörténete sorolja fel. Ez a jelzés csupán a megfogalmazás eredetét és a szerzői jogokat jelzi, nem szolgál a cikkben szereplő információk forrásmegjelöléseként.